# Kino Bajka w Lwówku Śląskim
Kino Bajka w Lwówku Śląskim (niem. Kino Deli) – powojenne kino w Lwówku Śląskim z przedwojennymi tradycjami działające w latach 1929–2008. Wczesnomodernistyczny budynek kina znajduje się przy ul. Jaśkiewicza 2 w Lwówku Śląskim.

## Historia kina
Kino znajduje się na wschód od centrum miasta, przy ul. Jaśkiewicza 2 – przed II wojną światową Blücherstrasse.
Początki lwóweckiego kina sięgają 1906 r., gdy w kamienicy nr 110 w rynku, zamontowano kinematograf. Niespotykany w mieście aparat służący do realizacji i projekcji ekranowej ruchomych obrazów wzbudził ogromne zainteresowanie mieszkańców i przyjezdnych. Kilkanaście lat później, po zakończeniu I wojny światowej, w Lwówku Śląskim wyznaczono specjalne pomieszczenie (niem. „Lindenhalle”) na kinematograf, w którym uruchomiono pierwsze lwóweckie, prowizoryczne kino.
Oficjalnie kino rozpoczęło działalność pod koniec 1929 r. Zostało ono przeniesione do nowo wybudowanego budynku przy dawnej Blücherstrasse (dzisiaj ul. Jaśkiewicza). Nowe kino o nazwie Deli prezentowało głównie filmy nieme. Od 1930 r. miały miejsce pierwsze projekcje filmów z pełną ścieżką dźwiękową.
Po II wojnie światowej kino zmieniło nazwę z niemieckiej Deli na polską Bajkę. W czasach PRL projekcje filmów poprzedzały propagandowe Kroniki filmowe.
We wrześniu 1955 r. kino wykorzystano dla realizacji cyklu Miesiąca Pogłębiania Przyjaźni Polsko – Radzieckiej, w ramach której przygotowano Festiwal Filmów Radzieckich.
Na początku 1957 r. władze Lwówka Śląskiego uznały, iż lwóweckie kino Bajka spełniało wysokie jak na ówczesne czasy standardy, a także cieszyło się dużą popularnością. W związku z tym poczyniono kroki, aby stało się ono kinem wyższej kategorii (podniesiono jego rangę z trzeciej na drugą). Dzięki staraniom władz w kinie Bajka zaczęto wyświetlać nowsze filmy, a także filmy lepszej jakości.
29 kwietnia 1968 r. w ramach zbliżających się uroczystości z okazji pierwszego maja, wewnątrz kina zorganizowano specjalną akademię (czyniono tak jeszcze wielokrotnie, m.in. 28 kwietnia 1979 r.).
W październiku 1968 r. w głównej sali kina Bajka odbyła się uroczysta akademia poświęcona XXV rocznicy powstania Ludowego Wojska Polskiego. Wzięli w niej udział m.in. I sekretarz KP PZPR Marian Spera, szef Powiatowego Sztabu Wojskowego oraz przedstawiciele Północnej Grupy Wojsk Radzieckich.
5 listopada 1976 r. w kinie zorganizowano uroczystą akademię z okazji rocznicy wybuchu Rewolucji Październikowej.
We wrześniu 2007 r. instytucja Odra-Film zrzekła się praw do wieczystego użytkowania gruntu i własności budynku kina Bajka w Lwówku Śląskim wraz z częścią mieszkalną. Budynek kina przeszedł w ręce Województwa Dolnośląskiego, którego celem było przekazanie tej nieruchomości gminie Lwówek Śląski na cele kulturalne, w tym kinowe.
Filmy w kinie Bajka w Lwówku Śląskim emitowano do 2008 r.
W 2011 r. burmistrz Lwówka Śląskiego Ludwik Kaziów oraz dyrektor Lwóweckiego Ośrodka Kultury Tadeusz Dzieżyc zapewniali o planach związanych z rewitalizacją i ponownym otwarciem kina. Obietnice te nigdy nie zostały zrealizowane.
W 2014 r. z budynku usunięto neonowy szyld Bajka.
W 2022 r. usunięty neonowy szyld pojawił się na wystawie NCKF w Łodzi

## XXI wiek
W 2007 r. we Wleniu kręcono zdjęcia do polskiego komediodramatu obyczajowego Droga do raju w reżyserii Gerwazego Reguły. Jedna ze scen została sfilmowana w lwóweckim kinie Bajka. Statystami grającymi widzów byli m.in. uczniowie Szkoły Podstawowej nr 1 w Lwówku Śląskim (wówczas Gimnazjum nr 2 im. Jana Pawła II w Lwówku Śląskim).
Budynek dawnego kina Bajka został sprzedany przez gminę Lwówek Śląski podczas jednego z przetargów i znajduje się obecnie w rękach prywatnego inwestora remontującego obiekt z przeznaczeniem usługowym, niezwiązanym z kinem.